# Charlie Siskel
Charlie Siskel é um produtor cinematográfico americano. Como reconhecimento, foi nomeado ao Oscar 2015 na categoria de Melhor Documentário em Longa-metragem, por Finding Vivian Maier.